# Аль-Баззар
Абу́ Бакр А́хмад ибн Амр аль-Базза́р (араб. أبو بكر أحمد بن عمرو البزار‎; Басра — 905, Рамла) — хафиз и хадисовед из Басры, автор «Муснада аль-Баззара» — одного из самых ранних сборников хадисов этого типа.

## Биография
Полное имя: Абу Бакр Ахмад ибн Амр ибн Абд аль-Халик ибн Халлад ибн Убайдуллах аль-’Атаки. Ибн Насир ад-Дин писал, что словом баззар в Багдаде называли прессовщиков льняного масла.
Аль-Баззар родился в Басре, происходил из подразделения атик племени азд. Согласно аз-Захаби, он родился в 825 году. Преподавал в Исфахане, Багдаде, Египте, Мекке и Рамле. Умер в 292 году по мусульманскому летоисчислению (905 год) в городе Рамла (совр. Израиль).
Согласно ад-Даракутни и аль-Хакиму, аль-Баззар совершал ошибки в передаче иснадов и текстов хадисов.
Учениками аль-Баззара были: ат-Табарани, Абу аш-Шейх и многие другие.
Аль-Баззар является автором двух муснадов: большого («аль-Бахр аз-Заххар») и малого. Рукописи большого «Муснада» аль-Баззара хранятся в Рабате (Марокко) и аль-Азхарие (Алжир).